# Zhana Gendova
Ivana Ivanova Gendova (en búlgaro: Ивана Иванова Гендова; 22 de diciembre de 1899 Sliven, Principado de Bulgaria – 14 de febrero de 1976 Sofia, Bulgaria), más conocida como Zhana Gendova (búlgaro: Жана Гендова), fue una actriz búlgara. También fue la esposa del pionero del cine búlgaro Vasil Gendov.

## Biografía
Gendova nació en Sliven el 22 de diciembre de 1899. Se mudó a Berlín y estudió arte dramático.  Más tarde, participó en los cursos y lecciones de teatro de Sava Ognyanov y Elena Snezhina.
Su primer debut fue en 1917, en una película titulada Lyubovta e Ludost o en inglés Love Is Madness. Participó activamente en la mayoría de las películas de Vasil Gendov como actriz, productora y ayudante de dirección entre 1917 y 1937.
De 1920 a 1938, Gendova y su esposo Vasil Gendov crearon el teatro dramático ambulante "Bulgarian Theatre", en el que actuaban, y que más tarde pasó a llamarse Sensational Theatre. También fue autora de That, Which is Unspoken in the History of the Bulgarian film, un libro de memorias. Gendova también fue miembro fundador del Bulgarian Film Actors Union en 1934.
Es considerada una de las pioneras del cine búlgaro.

## Papeles mayores

### Teatro
A lo largo de su carrera, Zhana participó en muchas obras de teatro, siendo las más influyentes:
- Salomé en Salomé de Oscar Wilde.
- Ofelia en Hamlet de William Shakespeare.
- Gervaise en L'Assommoir de Émile Zola
- Esmeralda en The Hunchback of Notre-Dame de Victor Hugo[3]

### Cine
- Zemyata Gori (1937) (La Tierra esta ardiendo) [4]
- Buntat na Robite (1933) (Disturbios en Robita) [5]
- Ulichni Bozhestva (1929) (Deidades de la calle) [6]
- Patyat na Bezpatnite (1928) (El camino de los sin camino) [7]
- Chovekat, koyto zabravi boga  (1927) (El hombre que se olvidó de Dios) [8]
- Voenni deystviya v mirno vreme (1922) (Operaciones militares en tiempos de paz) [9]
- Dyavolat v Sofia (1921) (Diablo en Sofía) [10]
- Lyubovta e Ludost (1917) (El amor es locura) [11]